# 延兴 (南齐)
延兴（494年七月－十月）是南朝齊皇帝萧昭文的年號，共數月。

## 纪年
| 延兴 | 元年  |
| ---- | ----- |
| 公元 | 494年 |
| 干支 | 乙亥  |